# Evropski poslanec
Evropski poslanec (tudi evroposlanec, europoslanec ali poslanec Evropskega parlamenta; angleško: Member of the European Parliament (MEP); francosko: Députés au Parlement européen) je član neposredno izvoljenega predstavniškega in zakonodajalnega telesa Evropske unije - Evropskega parlamenta. Evroposlanci imajo enak položaj in status kot poslanci državnih parlamentov. Trenutni sklic ima 705 evropskih poslancev.
Z ustanovitvijo Evropskega parlamenta so bili evropski poslanci določeni s strani svojih držav v sestavo državne delegacije. Od leta 1979 pa so vsi evroposlanci izvoljeni.

## Evropski poslanci iz Slovenije
Slovenija je imela ob vstopu v Evropsko unijo sedem evropskih poslancev. Z reformo je leta 2011 pridobila še enega, leta 2023 pa še enega, trenutno jih ima skupaj devet.

## Zasedanja evropskih poslancev
Vsak mesec v letu z izjemo avgusta, se evropskih poslanci sestanejo na štiridnevnem plenarnem zasedanju v Strasbourgu. V Bruslju zasedanja celotnega parlamenta potekajo šestkrat letno. V belgijski prestolnici se sicer sestajajo parlamentarni odbori in organi parlamenta ter politične skupine.

## Plačilo in privilegiji

### Plača
Skupni stroški delovanja Evropskega parlamenta so v letu 2014 znašali 1,756 milijarde evrov, kar je na vsakega evropskega poslanca (takrat jih je bilo še 751), zneslo 2,3 milijona evrov.
Do leta 2009 je vsaka država članica Evropske unije skrbela za plačilo svojih evropskih poslancev. Navadno je bila višina te plače enaka plači poslancev v njihovih nacionalnih parlamentih oz. spodnjih domovih parlamentov, zaradi česar je bilo razmerje med plačami evropskih poslancev veliko. V letu 2002 so tako evropski poslanci iz Italije prejemali okoli 130.000 evrov letne plače, njihovi španski kolegi pa okoli 32.000 evrov.
Julija leta 2005 je Evropski parlament sprejel enotni statut, ki zajema tudi enotno osnovno plačilo. Od novega sklica parlamenta, leta 2009, vsi poslanci tako na letni ravni prejemajo okoli 84.000 evrov, kar sovpada 38,5 % letne plače sodnika Evropskega sodišča. Novi ukrep je tako znižal plačo nekaterih držav članic (npr. Italije, Nemčije in Avstrije) ter pri drugih zvišal. Ob tem je Evropski parlament formiral tudi nekatere kritizirane stroške.
Evropski poslanci se morajo vsako leto izraziti o svojih finančnih interesih, kar preprečuje navzkrižje interesov. Izjave so nato dostopne v registru in na spletu.

### Imuniteta
Skladno s protokolom o privilegijih in imunitetah Evropske unije evropskim poslancem pripada enaka imuniteta, kot poslancem v njihovih nacionalnih parlamentih. V ostalih državah članicah Evropske unije so evropski poslanci zaščiteni pred pridržanjem in sodnimi procesi, razen če so ujeti pri kaznivih dejanjih. Imuniteto se lahko evropskemu poslancu odvzame na podlagi prošnje organov zadevne države članice.

## Profil poslancev